# Lawson Wilkins
Lawson Wilkins (* 6. März 1894 in Baltimore, Maryland; † 27. September 1963 ebenda) war ein US-amerikanischer Arzt. Er gilt als Nestor der pädiatrischen Endokrinologie in den Vereinigten Staaten.

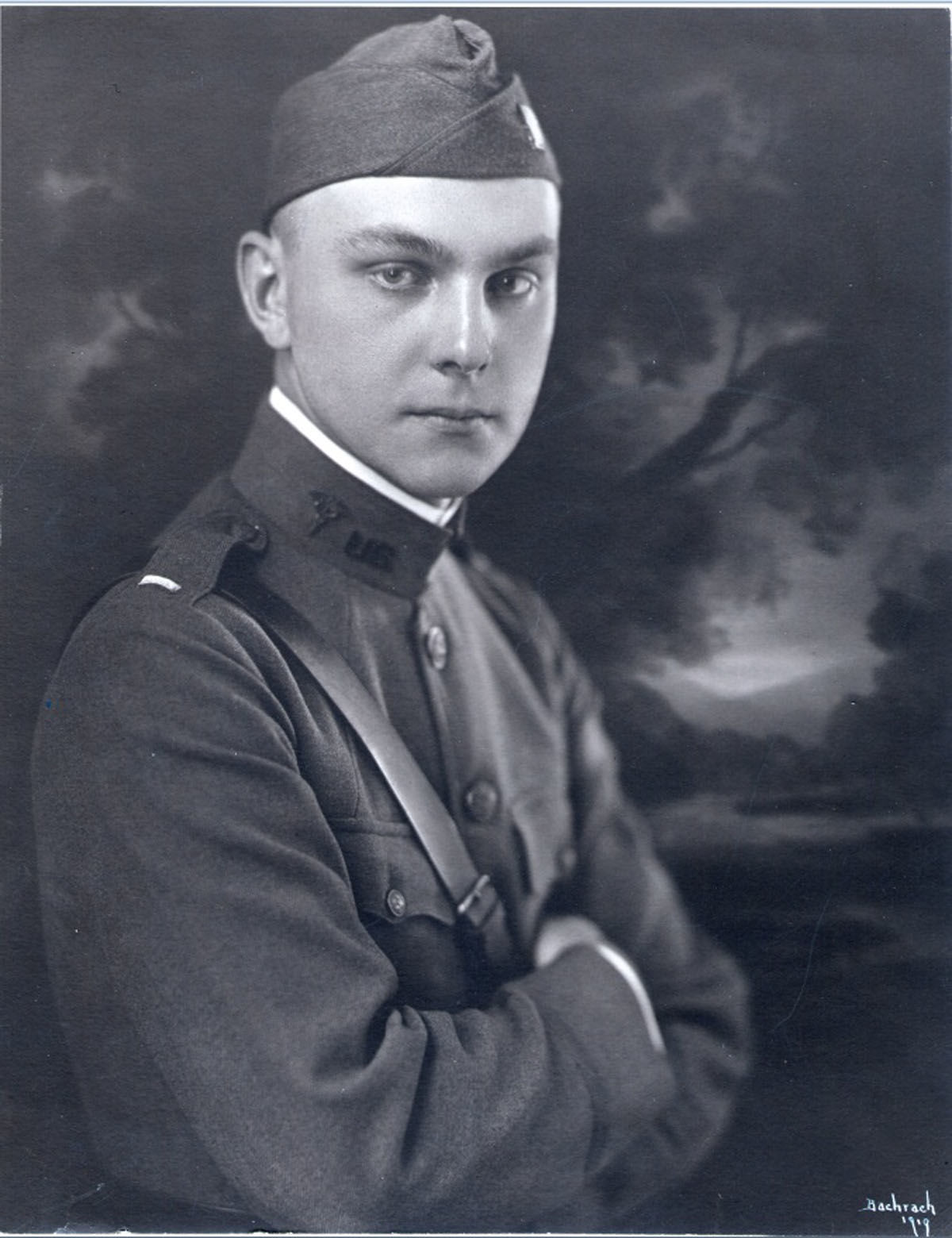
Lawson Wilkins als junger Soldat, ca. 1919

Wilkins war der Sohn eines Allgemeinmediziners aus Baltimore, der bis in sein 86. Lebensjahr praktizierte. Lawson Wilkins erwarb 1914 an der Johns Hopkins University einen Bachelor und 1917 einen M.D. als Abschluss des Medizinstudiums. Er diente als Soldat im Ersten Weltkrieg. Seine Facharztausbildung absolvierte er unter anderem in New Haven, Connecticut. Wilkinins führte zunächst eine kinderärztliche Praxis in Baltimore und ab 1935 zusätzlich eine endokrinologische Klinik im Harriet Lane Home in Baltimore, dem ersten universitären Kinderkrankenhaus der Vereinigten Staaten. Hier befasste er sich insbesondere mit der Beziehung zwischen Endokrinologie und Wachstum.
1946 verließ Wilkins seine private Praxis ganz, um ausschließlich an der Johns Hopkins University Patienten zu behandeln, zu forschen und zu lehren. Er machte sich unter anderem um das Verständnis des Phänomens der Intersexualität verdient. Sein Buch The Diagnosis and Treatment of Endocrine Disorders in Childhood and Adolescence galt als Standardwerk, dessen dritte Auflage 1965 erschien. Wilkins förderte die Entwicklung des Gebietes der Psycho(neuro)endokrinologie. 1959 wurde er emeritiert.
1954 erhielt Wilkins den Amory Prize der American Academy of Arts and Sciences „in Anerkennung seiner wichtigen Beiträge zum Grundlagenverständnis des Wachstums und der Entwicklung der sekundären Geschlechtsmerkmale des Mannes und für seine geniale Anwendung von Hormonen der Nebennierenrinde zur Behandlung von Störungen in diesem Bereich.“ 1961 erhielt er den Fred Conrad Koch Award der Endocrine Society, deren Präsident er 1956/57 war. 1963 wurde er mit dem John Howland Award der American Pediatric Society ausgezeichnet, deren Präsident er 1961/62 war.
Seit 1926 war Wilkins mit Lucile Mahol († 1959) verheiratet. Das Paar hatte eine Tochter und einen Sohn, der 1944 im Alter von 17 Jahren bei einem Verkehrsunfall starb. 1960 erlitt Wilkins einen ersten Herzinfarkt, erholte sich aber zunächst und heiratete 1961 Catrina Anderson Francis. 1963 starb er an einem zweiten Herzinfarkt.
Die Pediatric Endocrine Society hieß ihm zu Ehren seit ihrer Gründung 1972 bis 2010 Lawson Wilkins Pediatric Endocrine Society. An der Johns Hopkins University gibt es seit 2006 eine Lawson Wilkins Professorship of Pediatric Endocrinology.